# Texcalyacac
Texcalyacac est une municipalité de l'État de Mexico, au Mexique. Elle couvre une superficie de 17,99 km2 et compte 5 246 habitants en 2015.